# Rhescyntis guianensis
Rhescyntis guianensis är en fjärilsart som beskrevs av Eugène Louis Bouvier 1924. Rhescyntis guianensis ingår i släktet Rhescyntis och familjen påfågelsspinnare. Inga underarter finns listade.